# Dalea minutifolia
Dalea minutifolia är en ärtväxtart som först beskrevs av Per Axel Rydberg, och fick sitt nu gällande namn av Hermann August Theodor Harms. Dalea minutifolia ingår i släktet Dalea, och familjen ärtväxter. Inga underarter finns listade i Catalogue of Life.